# Marko Kump
Marko Kump é um ciclista esloveno, nascido a 9 de setembro de 1988. Actualmente corre para a equipa Adria Mobil.
Converte-se em profissional em 2007, com a equipa Adria Mobil. Para a temporada 2011 alinhou pela Geox-TMC, mas depois do desaparecimento deste retornou a sua primeira equipa. Depois de uma boa temporada de 2012 na que chegou a ser primeiro no UCI Europe Tour de 2011-2012, a 11 de agosto se anunciou o seu contrato pelo Team Saxo Bank-Tinkoff Bank para a temporada 2013, equipa no que permaneceu até 2014.

## Palmarés
| 2007 - Trofej Plava Laguna 1 2009 - 1 etapa do Tour de l'Avenir - 1 etapa do Istrian Spring Trophy - 1 etapa da Coupe des Nations Ville Saguenay - 1 etapa do Tour da Eslovénia 2010 - 1 etapa da Settimana Coppi e Bartali - Trofeu Zssdi - Tour de Flandres sub-23 2012 - 1 etapa da Istrian Spring Trophy - Bania Luka-Belgrado I - 1 etapa da Szlakiem Grodów Piastowskich - Grande Prêmio Südkärnten - 2º no Campeonato da Eslovénia em Estrada - Central European Tour Budapeste G. P. - Liubliana-Zagreb | 2015 - Trofej Umag-Umag Trophy - Porec Trophy - 1 etapa do Istrian Spring Trophy - Grande Prêmio Adria Mobil - Belgrade Banialuka I - 1 etapa do Tour de Croácia - 1 etapa do Tour de Azerbaiyán - Tour de Malopolska, mais 2 etapas - 1 etapa do Tour de Eslovénia - 5 etapas da Volta ao Lago Qinghai - Croácia-Eslovénia - Velothon Stockholm 2016 - 2 etapas da Volta ao Lago Qinghai 2019 - Grande Prêmio Izola - Grande Prêmio Adria Mobil - 1 etapa da Belgrado-Bania Luka |

## Equipas
- Adria Mobil (2007-2010)
- Geox-TMC (2011)
- Adria Mobil (2012)
- Saxo/Tinkoff (2013-2014)
  - Team Saxo-Tinkoff (2013)
  - Tinkoff-Saxo (2014)
- Adria Mobil (2015)
- Lampre/Emirates (2016-2017)
  - Lampre-Merida (2016)
  - UAE Team Emirates (2017)
- CCC Sprandi Polkowice (2018)
- Adria Mobil[2] (2019)